# Aethriamanta rezia
Aethriamanta rezia – gatunek ważki z rodziny ważkowatych (Libellulidae). Występuje w Afryce Subsaharyjskiej, gdzie jest szeroko rozpowszechniony, oraz na Madagaskarze.
W RPA imago lata od grudnia do końca maja. Długość ciała 27–29 mm. Długość tylnego skrzydła 21–22 mm.